# Dževad Šećerbegović
Dževad Šećerbegović (Brčko, 15 luglio 1955) è un ex calciatore jugoslavo, bosniaco dal 1991, di ruolo difensore.